# Blandina Khondowe
Blandina Kondowe, tên khai sinh là Blandina Mlenga, được biết đến với vai trò Hoa hậu Malawi 2002 và là người sáng lập chiến dịch Think Pink - Malawi về nhận thức ung thư vú. Cô là một người ủng hộ cho nhận thức ung thư vú và nói về việc thiếu các cơ sở và tiếp cận với việc chăm sóc công bằng. Cô hiện đang làm việc với vai trò là một công chức cho bộ du lịch.

## Lý lịch
Cô theo học tại Đại học Malawi và có bằng cử nhân về tiếp thị kinh doanh từ Đại học Charles Sturt và bằng MBA của Viện Đại học Wales. Cô làm việc cho Bộ Du lịch.
Bắt đầu từ năm 2013, cô bắt đầu hợp tác với các công ty địa phương và các tổ chức phi chính phủ địa phương để tạo nhận thức về căn bệnh ung thư vú ở trong nước. Cô đã thành lập công ty Think Pink Walk hàng năm với Magdelena Zgamvo vào năm 2014 nhằm thúc đẩy phát hiện sớm ung thư vú. Việc chẩn đoán ung thư vú của chính cô đã khiến cô trở thành người ủng hộ cho nhận thức ung thư vú ở Malawi. Cô tiếp tục trở thành giám khảo cho cuộc thi Hoa hậu Malawi.

## Ấn phẩm
Cô cũng là đồng tác giả một cuốn sách, đó là: Khám nghiệm ung thư vú ở các nước thu nhập thấp và trung bình: Một quan điểm từ Malawi, Tạp chí Ung thư học toàn cầu, Lily A. Gutnik, Beatrice Matanje-Mwagomba, Vanessa Msosa, Suzgo Mzumara, Blandina Khondowe, Agnes Moses, Racquel E. Kohler, Lisa A. Carey.